# Предраг Беначек
Предраг Беначек (рођен 29. марта 1959. у Сарајеву) је бивши југословенски кошаркаш.
Током играчке каријере највећи траг је оставио у екипи Босне. Са њима је освојио Куп европских шампиона 1979. године. Касније је играо и за Паниониос. 
Са репрезентацијом Југославије је освојио сребрну медаљу на Европском првенству 1981.